# Savage Amusement
Savage Amusement ist das zehnte Studio-Album der deutschen Hard-Rock-Band Scorpions, welches 1988 veröffentlicht wurde. Die Produktion dieses Albums war von starken Konflikten zwischen der Band und dem Produzenten Dieter Dierks gekennzeichnet, woraufhin der auslaufende Vertrag mit Dierks nicht verlängert wurde und sich die Band von ihm trennte. 

## Hintergrund

### Produktion
Nach der ausgiebigen Tournee, die die Band in den vergangenen Jahren absolviert hatte, begannen sie 1987 mit der Arbeit an einem weiteren Album. Anfangs plante der Bandgründer und Gitarrist Rudolf Schenker, der mit seinem Bruder und ehemaligen Bandmitglied Michael Schenker diverse Lieder für das geplante Scorpions-Album schrieb, einige der Lieder mit auf das Album zu nehmen. Laut Schenkers Aussage lehnte der Produzent Dierks dies jedoch ab, da er keinen Vertrag mit Schenkers Bruder hatte und ihm somit zusätzliche Kosten entstanden wären. Die Produktion zog sich immer weiter hinaus, was die Band stets mit der Arbeitsweise ihres damaligen Produzenten begründete. So standen schließlich nicht nur berufliche, sondern auch persönliche Differenzen zwischen Dierks und der Band. Vertraglich war die Gruppe jedoch verpflichtet, noch ein weiteres Album mit ihm zu produzieren. Die Veröffentlichung der Platte wurde mehrere Male verschoben, so dass es schließlich fast genau vier Jahre nach dem letzten Studioalbum Love at First Sting auf den Markt kam.

### Albumtitel
Wie Rudolf Schenker im Dezember 1987 in der Jugendzeitschrift Bravo berichtete, gab es zahlreiche Überlegungen für den Titel dieses Albums mit unterschiedlichen Coverideen. Lange Zeit hatte man zum Beispiel an Don't Stop At the Top gedacht, jedoch wurde dieser Albumtitel verworfen, da sich die Band "nicht selbst ein Podest errichten" wollte. Schließlich einigte man sich auf Savage Amusement, mit dem auch das passende Covermotiv in Verbindung steht.

### Albumcover
Das Cover zeigt auf einem dunkelbläulichen Hintergrund eine Frau, die ein schwarzes Kleid trägt. Mit ihrer rechten Hand verdeckt sie ihr Gesicht, sodass man lediglich Mund und Nase erkennen kann. Markant an dem Artwork zu Savage Amusement ist jedoch, dass statt des rechten Beines der Dame ein Skorpionenschwanz zu sehen ist. Links oben sieht man den typischen Bandschriftzug, rechts unten wiederum ist in roter Schrift und deutlicher Unterstreichung der Titel des Albums zu erkennen.

### Tournee
Im Jahr 1988 begann die Band eine 12-monatige Welttournee, die sie unter anderem auch nach Russland führte.

## Titelliste
1. Don’t Stop At the Top (Rudolf Schenker, Klaus Meine, Herman Rarebell) – 4:03
2. Rhythm of Love (Rudolf Schenker, Klaus Meine) – 3:47
3. Passion Rules the Game (Herman Rarebell, Klaus Meine) – 3:58
4. Media Overkill (Rudolf Schenker, Klaus Meine) – 3:32
5. Walking On the Edge (Rudolf Schenker, Klaus Meine) – 5:05
6. We Let It Rock… You Let It Roll (Rudolf Schenker, Klaus Meine) – 3:38
7. Every Minute Every Day (Rudolf Schenker, Klaus Meine) – 4:21
8. Love On the Run (Rudolf Schenker, Klaus Meine, Herman Rarebell) – 3:35
9. Believe In Love (Rudolf Schenker, Klaus Meine) – 5:20

## Single-Auskopplungen
Die erste Single des Albums war Rhythm of Love mit den Liedern We Let It Rock… You Let It Roll und Love On the Run als B-Seite. Als zweite Single erschien Believe In Love zusammen mit den Songs Rhythm of Love und Love On the Run sowie Passion Rules the Game als letzte Single des Albums zusammen mit dem Lied Every Minute Every Day.

## Rezeption

### Kritik
Die HiFi-Zeitschrift Audio urteilte über das Werk folgendermaßen: „Die deutschen Hardrock-Profis können auch mit dieser Scheibe an ihre weltweiten Erfolge anknüpfen. Herausragend aus dem rauhen Riff-Einerlei wie immer die langsamen Balladen, in denen Klaus Meines helle, durchdringende Stimme gefühlvoll von Liebe und Begierde singt. Ansonsten: hart, gefällig, altbewährt.“
Die Stereoplay schrieb: „Knapp drei Jahre nach World Wide Live und als Vorgeschmack auf ihre kommende Welttournee, die sich auch in die Sowjetunion führen wird, präsentieren die Scorpions mit Savage Amusement ihr zwölftes Album. Gleich im kraftvollen Einstiegtitel Don’t Stop At The Top weist die Band aus Hannover darauf hin, dass sie nicht gewillt ist, sich mit dem bisher Erreichten zufrieden zu geben. Die Single-Auskopplung Rhythm Of Love schielt mit eingängiger Melodie und gebremstem Beat nach Hitparadennotierungen. Media Overkill kritisiert im passenden Techno-Sound die Medienflut und ihre Folgeerscheinungen wie Verkabelung und Satelliten-Fernsehen. Auch auf der zweiten Plattenhälfte demonstriert Deutschland populärster Hardrock-Export die gesamte Bandbreite seines Könnens. Während Every Minute Every Day im eher bedächtigen Rhythmus aus den Boxen kommt, fegt We Let It Rock im unverwechselbaren Scorpions-Drive aus den Lautsprechern. Love On The Run setzt dem Ganzen mit ungezügelten Gitarren-Riffs und Schlagzeug-Gewitter die Krone auf. Die ruhige Rockballade Believe In Love schraubt den Puls dann wieder auf Normal-Niveau zurück. Heavy-Herz, was willst du mehr?" Im amerikanischen All Music Guise to Rock hieß es: "Auch wenn das Album im Vergleich zu den vorherigen Veröffentlichungen vielleicht ein wenig polierter klingen mag. so ist auch Savage Amusement ein phantastischer Beweis für wuchtige Musik und kraftvollen Gesang.“
Des Weiteren schrieb Wolfgang Schäfer im Fachmagazin Rock Hard Folgendes: „Endlich ist es soweit: Fünf lange Jahre haben sich die Skorpione Zeit gelassen mit der Veröffentlichung ihres "Love At First Sting"-Nachfolgers, die Live-DLP mal ausgenommen. Wer sich daraufhin jedoch irgendwelche großartigen musikalischen Änderungen erhofft hat, dürfte wohl etwas enttäuscht werden. Zwar drückt man an der einen oder anderen Stelle etwas aufs Gaspedal ('We Let It Rock... You Let It Roll', 'Love On The Run'), im Großen und Ganzen aber setzt man auf die bewährten Zutaten, die da lauten: Guter, druckvoller Sound, ebensolches Songmaterial sowie hochkarätige musikalische Leistungen. Mit Lee Aaron und Peter Baltes hat man sogar zwei Gastmusiker dazugewinnen können, und mit 'Believe In Love' den potentiellen Nachfolger des Mega-Hits 'Still Loving You' geschaffen. Obwohl "Savage Amusement" also alles andere als überraschend oder gar neuartig geworden ist, kann sie mich mehr überzeugen als "Love At First Sting".“ Er vergab acht von zehn möglichen Punkten.
Christof Leim kommentierte das Album 2009 im Metal Hammer darüber hinaus wie folgt: „Stilistisch wie der Vorgänger, aber ohne Ecken und Kanten produziert, kann die Platte teilweise gefallen, ist aber nach den beiden genialen Vorgängern eine kleine Enttäuschung.“

## Kommerzieller Erfolg

### Chartplatzierungen
Das Album wurde zur Nummer eins in Europa und platzierte sich in Deutschland, wie auch das zuvor veröffentlichte Live-Album World Wide Live, auf Platz 4 der Charts. In Österreich und im Vereinigten Königreich erreichte es jeweils Platz 18, während es sich in Schweden mit Platz 2 am besten platzieren konnte.
| ChartsChartplatzierungen       | Höchstplatzierung | Wochen |
| ------------------------------ | ----------------- | ------ |
| Deutschland (GfK)              | 4 (30 Wo.)        | 30     |
| Österreich (Ö3)                | 18 (8 Wo.)        | 8      |
| Schweiz (IFPI)                 | 5 (14 Wo.)        | 14     |
| Vereinigte Staaten (Billboard) | 5 (43 Wo.)        | 43     |
| Vereinigtes Königreich (OCC)   | 18 (6 Wo.)        | 6      |

| ChartsJahrescharts (1988) | Platzierung |
| ------------------------- | ----------- |
| Deutschland (GfK)         | 18          |

### Auszeichnungen für Musikverkäufe
In den USA wurde Savage Amusement von der RIAA mit Platin ausgezeichnet. Weitere Auszeichnungen gewann das Album außerdem in Kanada (Platin) und Deutschland (Gold).
| Land/Region               | Auszeichnungen für Musikverkäufe (Land/Region, Auszeichnung, Verkäufe) | Verkäufe  |
| ------------------------- | ---------------------------------------------------------------------- | --------- |
| Deutschland (BVMI)        | Gold                                                                   | 250.000   |
| Finnland (IFPI)           | Gold                                                                   | 34.906    |
| Frankreich (SNEP)         | Gold                                                                   | 100.000   |
| Kanada (MC)               | Platin                                                                 | 100.000   |
| Schweden (IFPI)           | Gold                                                                   | 50.000    |
| Schweiz (IFPI)            | Gold                                                                   | 25.000    |
| Vereinigte Staaten (RIAA) | Platin                                                                 | 1.000.000 |
| Insgesamt                 | 5× Gold · 2× Platin ·                                                  | 1.559.906 |

Hauptartikel: Scorpions/Auszeichnungen für Musikverkäufe

## Andere Songversionen und Live-Aufnahmen
Auf ihrem 1992 veröffentlichten Balladen-Remix-Album Still Loving You erschienen neue Versionen von Belive In Love und Walking On the Edge. Für ihr Akustikalbum Acoustica (2001) wurde auch Rhythm of Love akustisch präsentiert. Diese Version ist allerdings nur auf der DVD bzw. auf der japanischen Ausgabe des Albums zu finden. Seit dem Jahr 2009 ist es aber auch in Europa auf der Download-Zusammenstellung Taken B-Side erhältlich. 
Das dritte Live-Album Live Bites aus dem Jahre 1995 enthält eine Live-Version von Rhythm of Love, die einzige reine Live-Aufnahme eines Songs aus diesem Album.

### Live-Video
Im Jahr 1988 erschien unter dem Titel To Russia with Love and Other Savage Amusements eine 45-minütige VHS mit Konzertaufnahmen ihrer Russland-Tournee zum Album Savage Amusement. Diese enthält die folgenden Songs:
1. Blackout
2. Rhythm of Love
3. Holiday
4. Believe In Love
5. The Zoo
6. Walking On the Edge
7. Long Tall Sally
8. Don’t Stop At the Top
9. Rock You Like a Hurricane
10. Media Overkill
11. Passion Rules the Game
12. We Let It Rock… You Let It Roll